# 가마솥
가마솥은 한국에서 음식을 끓이거나 밥을 짓는 데 쓰는 무쇠로 만든 우리나라의 전통 솥이다.

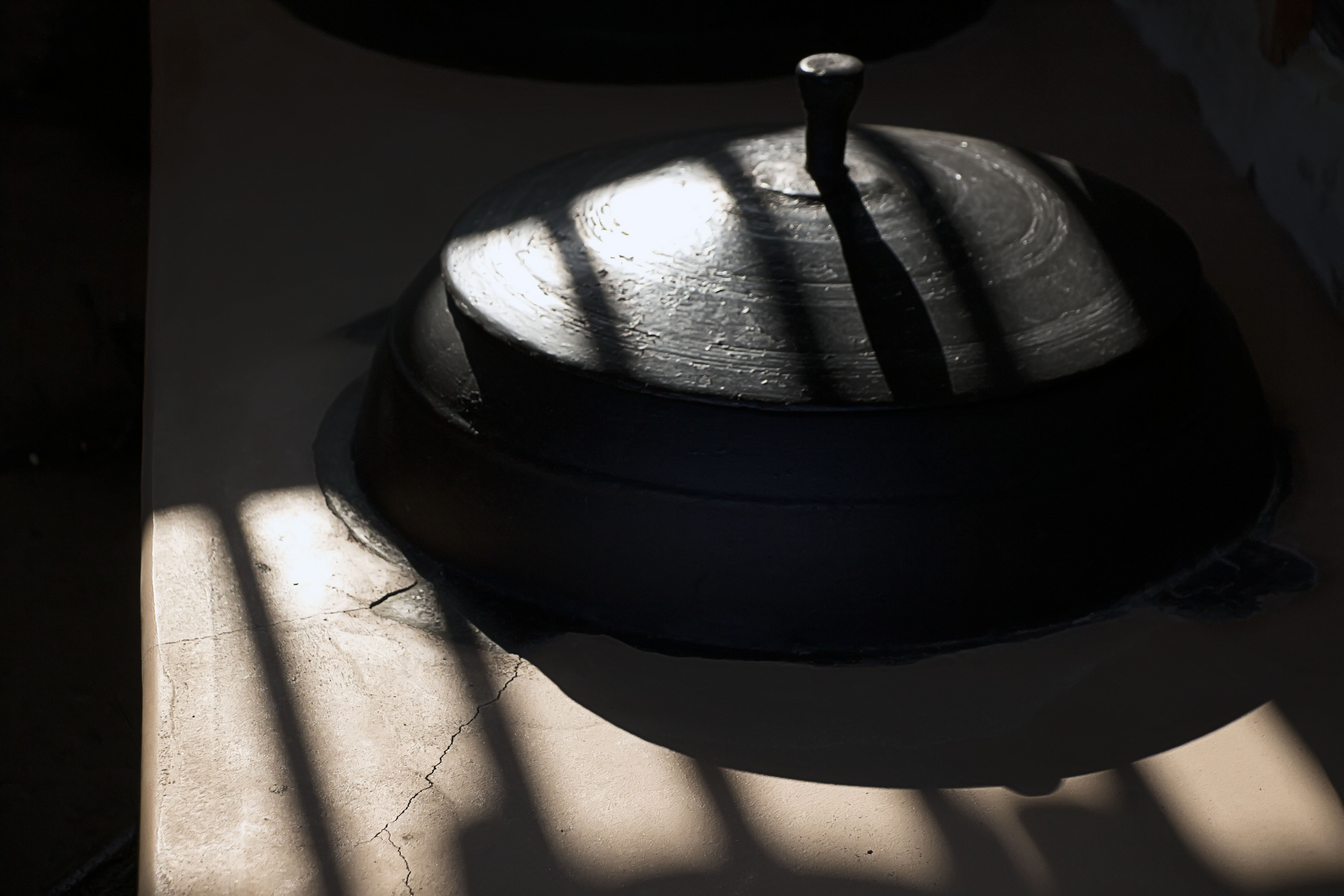
가마솥의 일반적 생김새

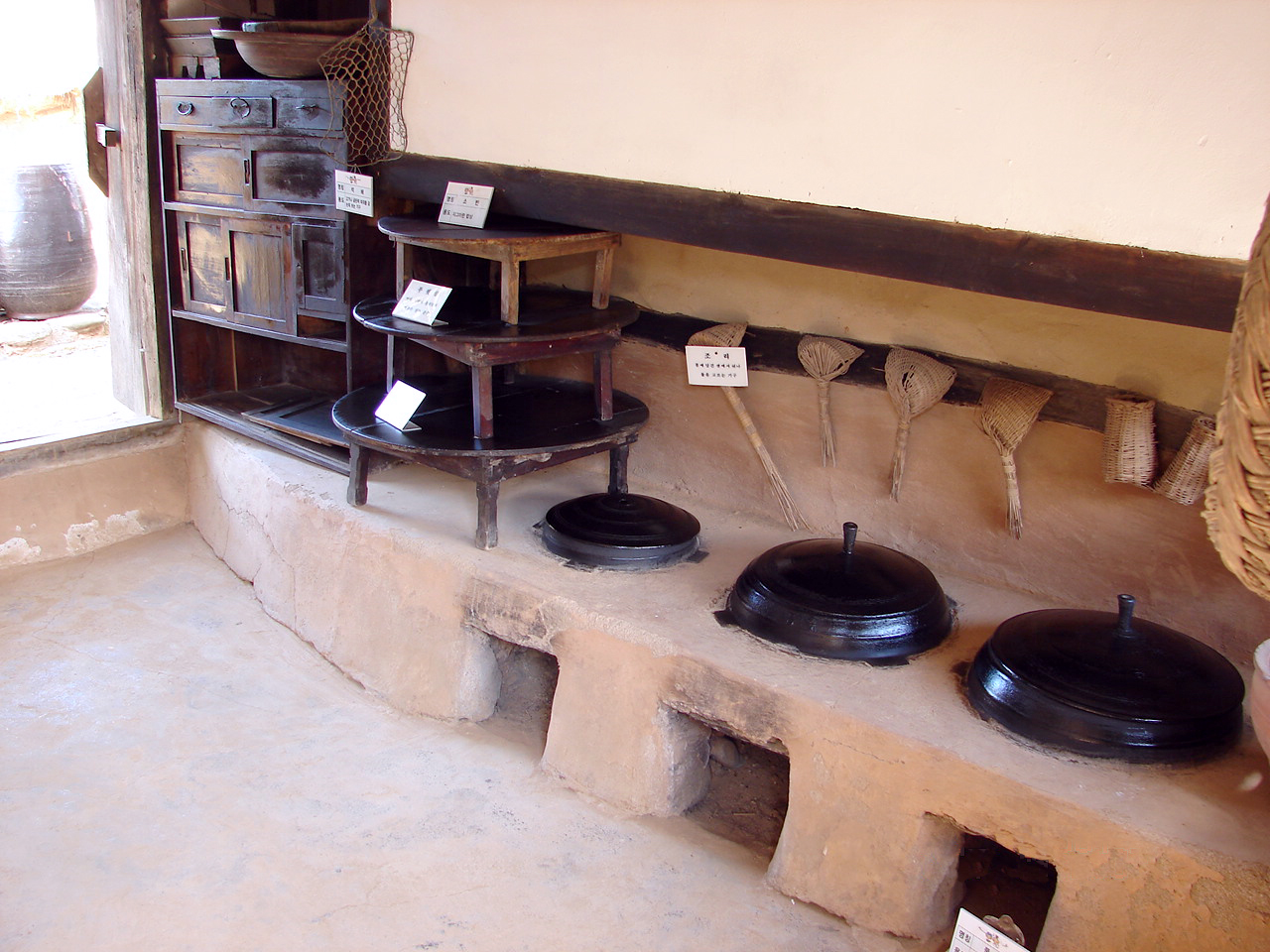
한국 부엌에
걸린 가마솥의 모습 - 제천시 청풍면 황석리에 충주댐 수몰로 이전한 보존가옥

## 모양
한국의 대가족에 적합하게 매우 큼직하고 우묵하게 생겼다. 일반적으로 가마는 불을 때는 기구, 솥은 밥을 짓는 냄비 · 그릇을 의미하나 가마가 솥의 의미까지 담고 있기도 하다. 때문에 가마솥을 줄여서 그냥 가마라고도 한다. 가마솥은 다리가 없고 솥 바닥이 둥글며 대개 입구의 가장자리가 약간 오므라들어 있다. 몸체에 네 개의 귀가 달려 있어 부뚜막에 걸쳐 놓기에 편리하다. 뚜껑도 무쇠로 만들며 여닫을 때 편리하게 가운데에 꼭지가 달려 있다.
가마솥은 무쇠로 만들어졌기 때문에 겉부분이 벗겨질 수 있다.

## 용도
한옥의 부엌에서 부뚜막은 난방과 취사를 겸해서 사용할 수 있는 화덕이고 가마솥은 부뚜막을 취사 용도로 사용하기 위해 고안된 대형 냄비라고 할 수 있다. 가마솥은 매우 커서 부뚜막에 거의 고정하여 놓고 사용하는 것이 일반적이다.

## 역사
고대 사회부터 솥은 단순히 음식물을 조리하는 기구가 아니라 왕권, 힘, 국가, 제업의 상징이었다. 그리고 공신들의 공적을 기록하거나 부패한 관리를 처벌하는 형구, 종교적 의기나 죽은 자의 식량을 담아 놓는 그릇으로 사용되었다. 고대 중국에서는 술잔, 술그릇, 청동솥이 왕권의 상징이었고, 기원전 606년에 초의 장왕은 주나라 국경 지역에서 무력시위를 하면서 천자가 보낸 대부 왕손만에게 천자가 가지고 있는 솥의 크기를 물어보았고, 이에 왕손만은 임금의 덕이 아름답고 밝으면 솥이 비록 작을지라도 무거워 옮기기 어렵고, 그 덕이 비뚤어지고 어리석으면 크다해도 가벼워서 옮기기 쉽다고 했다. 왕의 덕을 솥의 크기와 비교하고 왕권을 솥의 무게로 표현함으로써 솥을 왕권의 상징으로 인식했다.
한국에서는 이미 삼국 시대 이전부터 솥이 사용된 것으로 보인다. 당시의 고분에서 토기로 만든 솥이 출토되었고 고분 벽화에서도 솥의 그림을 발견할 수 있기 때문이다. 솥이 사용되기 전에는 시루에 곡물을 넣고 떡을 쪄서 먹었다. 그 이후의 고분에서는 흙이 아닌 놋쇠나 구리로 만든 솥이 나왔다는 기록이 있는데 아마도 이 시대부터 쇠를 이용한 솥을 사용한 듯하다.

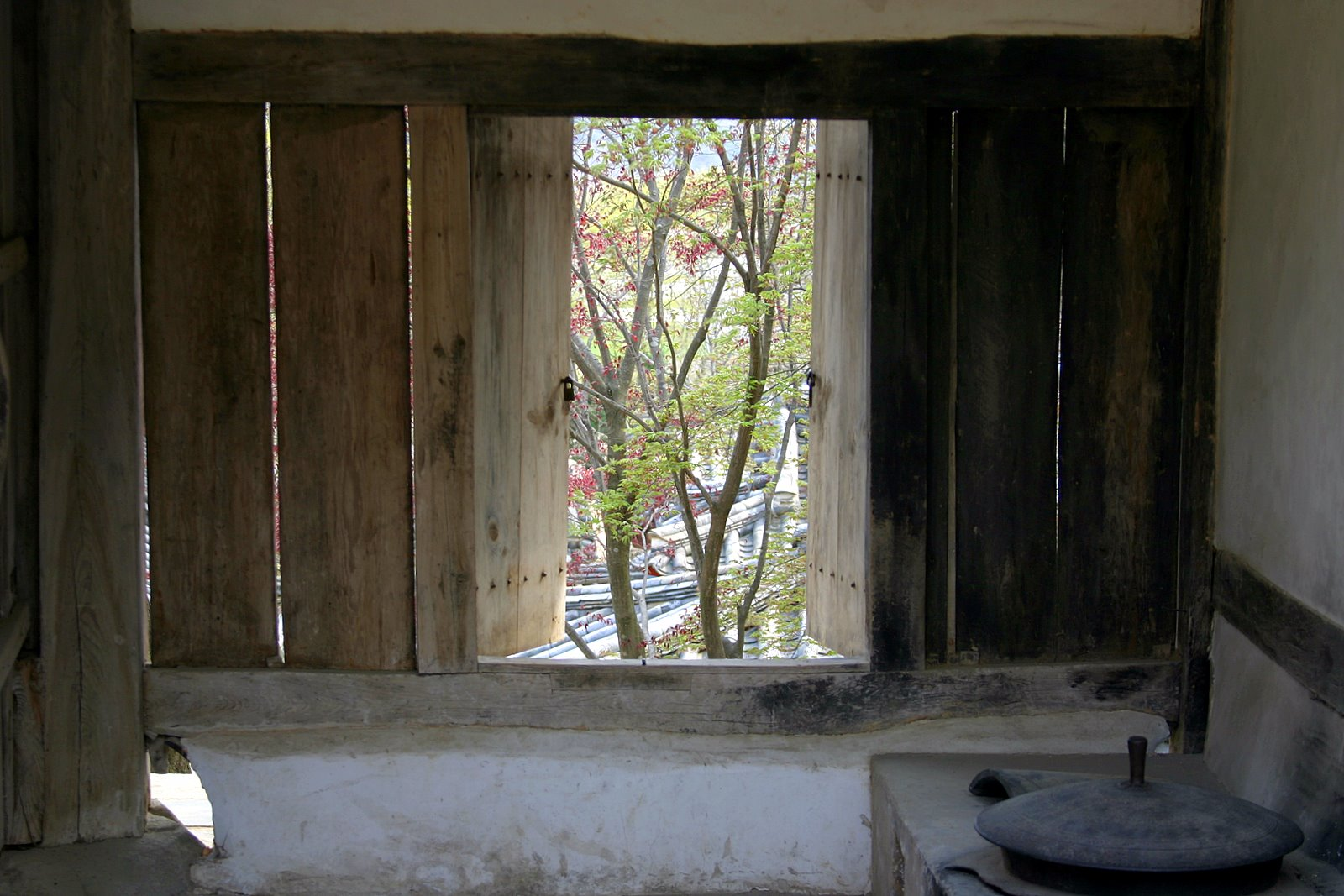
안동 도산서원에 있는 한국 전통 부엌으로 오른쪽 아래에 가마솥이 보인다

## 원리
무쇠로 만든 가마솥은 열전도율이 낮아 강한 열을 받아도 쉽게 전달되지 않고, 따라서 뜨거워지는 데는 조금 시간이 걸리지만 일단 달구어지면 쉽게 식지 않는다. 그렇기 때문에 가마솥은 부뚜막 밑에서 장작불을 세게 때면 그 열을 머금고 있다가 솥 안의 재료에 조금씩 전달하여 음식물을 속속들이 익혀 준다. 또 한번 끓인 물을 오랫동안 식지 않게 만들어 주기 때문에 밥과 국을 주식으로 하는 한국 사람들에게는 매우 유익한 조리 기구이다.
한국인이 좋아하는 쌀밥을 만들어내는 가마솥의 핵심 원리는 솥안의 압력을 높은 상태로 유지하고 물의 끓는 점을 120도까지 높여 짧은 시간내 밥알을 익히는데 있다. 통째로 서서히 가열돼 장시간 높은 온도를 유지하는 무쇠의 특성과 가마솥을 위에서 눌러 높은 압력을 내도록 하는 무거운 솥뚜껑이 중요한 역할을 한다.

## 기타
21세기의 일반 한국 가정에서는 가마솥을 보기 힘들다. 대가족이 사라지면서 가족의 수가 작아져서 큰솥이 불필요한 데다가 주방 구조가 달라져서 더 이상 장작을 연료로 쓰지 않기 때문이다. 더욱이 값싼 양은솥이 각 가정에 보급되면서 가마솥은 더욱 빨리 자취를 감추게 되었다. 그렇지만 양은솥은 가마솥과는 달리 열전도율이 매우 높아 빨리 끓는 대신 빨리 식어 버리기 때문에 근본적으로 가마솥과 같은 맛을 낼 수가 없다. 그래서 최근에는 이러한 가마솥의 장점을 살린 밥솥들이 다양한 형태로 다시 나타나고 있는 추세다.
가마솥은 한 가정을 대표하는 주방 용구로 생각하여 집을 짓거나 이사를 할 때에는 가장 먼저 이것부터 부뚜막에 걸었다. 이와 같은 행위는 곧 살림을 차린다는 것을 상징하는데 이런 관행에서 한가족이나 한집에서 오랫동안 함께 산 사람을 가리켜 한국에서는 '한솥밥을 먹고 지내는 사이'라고 말하기도 한다.

## 같이 보기
- 솥
- 돌솥
- 밥솥
- 압력솥
- 보일러
- 솥뚜껑